# Pierre Dewin
Pierre Dewin (1894 - ?) va ser un waterpolista belga que va competir durant la dècada de 1920.
El 1920 va prendre part en els Jocs Olímpics d'Anvers, on va disputar la competició de waterpolo, en què guanyà la medalla de plata. Quatre anys més tard, als Jocs de París, va tornar a guanyar la medalla de plata en la competició de waterpolo.